# Up Close and Alone
Up Close And Alone är det Åttonde soloalbumet av Burton Cummings som tidigare var med i gruppen The Guess Who utgivet 1996. Albumet är inspelat LIVE och har en tydlig Pop / Rock och Balladkaraktär.

## Låtlista
1. Albert Flasher - 3:24 (Burton Cummings)
2. Timeless Love - 4:25 (Burton Cummings)
3. Stand Tall - 4:59 (Burton Cummings)
4. Sour Suite - 4:26 (Burton Cummings)
5. Break It To Them Gently - 5:35 (Burton Cummings)
6. Laughing - 3:08 (Burton Cummings / Randy Bachman)
7. Undun - 4:20 (Randy Bachman)
8. Clap For The Wolfman - 4:15 (Burton Cummings)
9. I Will Play A Rhapsody - 3:27 (Burton Cummings)
10. Share The Land - 3:54 (Burton Cummings)
11. Gordon Lightfoot Does Maggie May - 2:11 (Martin Quittenton / Rod Stewart)
12. You Saved My Soul - 4:31 (Burton Cummings)
13. No Sugar Tonight/New Mother Nature - 5:45 (Burton Cummings / Randy Bachman)
14. Ferry Cross The Mersey - 3:55 (Gerry Marsden)
15. Take One Away - 4:20 (Burton Cummings)
16. I'm Scared - 4:21 (Burton Cummings)
17. Dream Of A Child - 4:04 (David Forman)
18. These Eyes/Goodnight Everybody - 5:10 (Burton Cummings / Randy Bachman)

## Medverkande
- Burton Cummings - Sång, Grand Piano